# Aparecida d'Oeste
Aparecida d'Oeste är en kommun i Brasilien.   Den ligger i delstaten São Paulo, i den södra delen av landet, 600 km sydväst om huvudstaden Brasília. Antalet invånare är 4 444. Arean är 179 kvadratkilometer.
Terrängen i Aparecida d'Oeste är platt.
Omgivningarna runt Aparecida d'Oeste är huvudsakligen savann. Runt Aparecida d'Oeste är det glesbefolkat, med 12 invånare per kvadratkilometer.